# Vĩnh Ninh, huyện Quảng Ninh
Vĩnh Ninh là một xã cũ thuộc huyện Quảng Ninh, tỉnh Quảng Bình, Việt Nam.

## Địa lý
Vĩnh Ninh nằm ở phía Bắc huyện Quảng Ninh, có vị trí địa lý như sau:
- Phía Bắc giáp thành phố Đồng Hới
- Phía Tây giáp thành phố Đồng Hới và xã Trường Sơn
- Phía Nam giáp xã Trường Xuân
- Phía Đông giáp xã Lương Ninh và thị trấn Quán Hàu

Xã Vĩnh Ninh có diện tích 51,20 km², dân số năm 2019 là 6.821 người, mật độ dân số đạt 133 người/km².

## Lịch sử
Ngày 16 tháng 6 năm 2025, Ủy ban Thường vụ Quốc hội ban hành Nghị quyết số 1680/NQ-UBTVQH15 về việc sắp xếp các đơn vị hành chính cấp xã của tỉnh Quảng Trị năm 2025. Theo đó, sắp xếp toàn bộ diện tích tự nhiên, quy mô dân số của thị trấn Quán Hàu, xã Vĩnh Ninh, xã Võ Ninh, xã Hàm Ninh thành xã mới có tên gọi là xã Quảng Ninh.